# روني باريت
روني باريت (بالإنجليزية: Ronnie Barrett)‏ هو رائد أعمال أمريكي، ولد في 1954 في مورفريسبورو في الولايات المتحدة.